# Ovenden
Ovenden är en ort i distriktet Calderdale, i grevskapet West Yorkshire, i England. Denna ward hade 12 745 invånare år 2021. Ovenden var en civil parish från 1866 till 1894. Denna civil parish hade 13 458 invånare år 1891.